# Conus mitratus
Conus mitratus é uma espécie de gastrópode do gênero Conus, pertencente à família Conidae.